# ボクの駅弁漂流記
『ボクの駅弁漂流記』（ボクのえきべんひょうりゅうき）は、前川つかさによる日本の漫画。1990年に連載、単行本出版された。アクションコミックスより全2巻。興陽館の「まんがのほしDIGITAL COMIC」にて2016年復刊。
知らない街、美味しい食べ物、あたたかい人々―。東京、喜多方、奈良、福岡、京都、電車を乗り継ぎながら旅をする。タイトルに「駅弁」とあるが、鉄道を利用した広義のグルメ（いわゆる「食べ鉄」）旅である。

## 登場人物
沢野洋介
主人公。26歳のトラベルライター。何某雑誌の小さなコラムを連載している。

## 書誌情報
- 前川つかさ『ボクの駅弁漂流記』双葉社〈アクションコミックス〉、全2巻
  1. 1990年10月発売、ISBN 4-575-99004-3
  2. 1991年5月発売、ISBN 4-575-99006-X